# Ansongo
Ansongo è un comune rurale del Mali, capoluogo del circondario omonimo, nella regione di Gao.
Il comune è stato istituito il 4 novembre 1996 ed è composto da 6 nuclei abitati:
- Ansongo
- Bazi-Gourma
- Bazi-Haoussa
- Monzonga
- Seyna-Bella
- Seyna-Sonrhai

Il suo territorio è attraversato per 20 km dal fiume Niger che, essendo navigabile, ha consentito ad Ansongo uno sviluppo come mercato per prodotti agricoli (soprattutto cereali e bestiame) e per prodotti minerari (in particolare antimonio).
Nella parte orientale del suo territorio è situata la Riserva faunistica di Ansongo-Ménaka, che copre una superficie di 1.750.000 ettari.